# Coendou rothschildi
Coendou rothschildi é uma espécie de roedor da família Erethizontidae.
É endêmico do Panamá, entretanto é possível que ocorra na Colômbia.